# Henrik Leek
Lars Henrik Leek (Härnösand, 15 de marzo de 1990) es un deportista sueco que compite en curling.
Participó en los Juegos Olímpicos de Pyeongchang 2018, obteniendo una medalla de plata en la prueba masculina.
Ganó tres medallas en el Campeonato Mundial de Curling entre los años 2015 y 2018, y cuatro medallas de oro en el Campeonato Europeo de Curling entre los años 2014 y 2017.

## Palmarés internacional
| Juegos Olímpicos   | Juegos Olímpicos            | Juegos Olímpicos | Juegos Olímpicos |
| Año                | Lugar                       | Medalla          | Prueba           |
| ------------------ | --------------------------- | ---------------- | ---------------- |
| 2018               | Pyeongchang (Corea del Sur) | Medalla de plata | Equipo           |
| Campeonato Mundial |                             |                  |                  |
| Año                | Lugar                       | Medalla          | Prueba           |
| 2015               | Halifax (Canadá)            | Medalla de oro   | Equipo           |
| 2017               | Edmonton (Canadá)           | Medalla de plata | Equipo           |
| 2018               | Las Vegas (Estados Unidos)  | Medalla de oro   | Equipo           |
| Campeonato Europeo |                             |                  |                  |
| Año                | Lugar                       | Medalla          | Prueba           |
| 2014               | Champéry (Suiza)            | Medalla de oro   | Equipo           |
| 2015               | Esbjerg (Dinamarca)         | Medalla de oro   | Equipo           |
| 2016               | Renfrew (Reino Unido)       | Medalla de oro   | Equipo           |
| 2017               | San Galo (Suiza)            | Medalla de oro   | Equipo           |